# Awutu
Awutu är ett kwaspråk med 180 000 talare (2003). Talarna av språket bor mestadels vid Ghanas kust, väster om Accra.